# 972-es busz (Budapest)
A budapesti 972-es jelzésű éjszakai autóbusz a Móricz Zsigmond körtér és Törökbálint, Nyár utca között közlekedik. A viszonylatot a MÁV Személyszállítási Zrt. üzemelteti.

## Története
2005. szeptember 1-jétől 972-es jelzéssel közlekedik a megszűnő 72É busz helyett, Budaörsöt ekkor még nem járta be. 2012. március 4-étől Budaörs bejárásával közlekedik. 2014. június 15-étől a viszonylat üzemeltetését a Volánbusz vette át. 2015. augusztus 31-étől a 972-es autóbusz részint megosztva, 972B jelzéssel a budaörsi lakótelepre betérve járt. 2019. május 10-étől a 972-es és a 972B útvonala módosult, mindkettő betér a budaörsi lakótelepre, azonban Törökbálinton eltérő útvonalon közlekednek: a 972-es a Raktárváros és a Tükörhegy megállókhoz betérve a Nyár utcáig, míg a 972B a Márta utcáig meghosszabbítva jár. 2024. május 1-jétől a 972-es Törökbálinton érinti az új Pannon út megállóhelyet is.

## Útvonala
| Törökbálint, Nyár utca felé | Móricz Zsigmond körtér felé |
| --- | --- |
| Móricz Zsigmond körtér M vá. – Villányi út – Fadrusz utca – Bartók Béla út – Hamzsabégi út – Ajnácskő utca – Budaörsi út – Budaörs, Budapesti út – Szabadság út – Szivárvány utca – Budaörsi lakótelep, forduló – Szivárvány utca – Szabadság út – – 8102 – Törökbálint, Tó utca – Bajcsy-Zsilinszky utca – Baross Gábor utca – Szent István utca – Kinizsi Pál utca – Károlyi Mihály utca – Kazinczy Ferenc utca – Szent István utca – Munkácsy Mihály utca – Sváb tér – Kápolna utca – Raktárvárosi út – körforgalom – Raktárvárosi út – Kápolna utca – Sváb tér – Géza fejedelem útja – Törökbálint, Nyár utca vá. | Törökbálint, Nyár utca vá. – Géza fejedelem utca – Bajcsy-Zsilinszky út – Tó utca – 8102 – Budaörs, Szabadság út – Budapesti út – Budaörsi út – Lapu utca – autópálya-bevezető – Budaörsi út – Ajnácskő utca – Hamzsabégi út – Bartók Béla út – Villányi út – Móricz Zsigmond körtér M vá. |

## Megállóhelyei
Az átszállási kapcsolatok között a Márta utcához betérő 972B busz nincsen feltüntetve.
| 0                                        | 0  | Móricz Zsigmond körtér M végállomás | 32 | 907, 908, 908A, 918, 940, 941, 960, 973 |
| ∫                                        | ∫  | Móricz Zsigmond körtér M            | 30 | 6 907, 918, 973                         |
| 2                                        | 2  | Kosztolányi Dezső tér               | 29 | 907, 908, 908A, 918, 940, 941           |
| ∫                                        | ∫  | Karolina út                         | 27 | 907, 908, 908A, 918, 940, 941           |
| 4                                        | 4  | Kelenföldi autóbuszgarázs           | 26 | 908, 908A, 940, 941                     |
| 5                                        | 5  | Ajnácskő utca                       | 26 | 908, 908A, 940, 941                     |
| 7                                        | 7  | Dayka Gábor utca                    | 25 | 908, 908A, 940, 941                     |
| 8                                        | 8  | Sasadi út                           | 24 | 908, 908A, 940, 941                     |
| 9                                        | 9  | Nagyszeben út (↓) Jégvirág utca (↑) | 23 | 908, 908A, 940                          |
| 10                                       | 10 | Gazdagréti út                       | 22 | 908, 908A, 940                          |
| 11                                       | 11 | Poprádi út                          | 22 | 940                                     |
| 12                                       | 12 | Madárhegy                           | 21 | 940                                     |
| 13                                       | 13 | Rupphegyi út                        | 20 | 940                                     |
| 13                                       | 13 | Felsőhatár utca                     | 20 | 940                                     |
| Budapest–Budaörs közigazgatási határa    |    |                                     |    |                                         |
| 14                                       | 14 | Tulipán utca                        | 19 | 940                                     |
| 15                                       | 15 | Aradi utca                          | 18 | 940                                     |
| 16                                       | 16 | Templom tér                         | 17 | 940                                     |
| 17                                       | 17 | Károly király utca                  | 16 | 940                                     |
| 18                                       | 18 | Kisfaludy utca                      | 15 | 940                                     |
| 18                                       | 18 | Kötő utca                           | 14 | 940                                     |
| 19                                       | 19 | Budaörs, városháza                  | 14 | 940                                     |
| 20                                       | 20 | Gimnázium                           | 13 | 940                                     |
| 21                                       | 21 | Patkó utca                          | ∫  | 940                                     |
| 22                                       | 22 | Budaörsi lakótelep                  | ∫  | 940                                     |
| 23                                       | 23 | Patkó utca                          | ∫  | 940                                     |
| 24                                       | 24 | Alcsiki dülő                        | 12 |                                         |
| 24                                       | 24 | Lejtő utca                          | 11 |                                         |
| 25                                       | 25 | Ibolya utca                         | 10 |                                         |
| 26                                       | 26 | Csiki csárda                        | 9  |                                         |
| 27                                       | 27 | Csiki tanya                         | 8  |                                         |
| 28                                       | 28 | Gyár utca                           | 7  |                                         |
| 29                                       | 29 | Tetra Pak                           | 6  |                                         |
| 30                                       | 30 | Légimentők                          | 5  |                                         |
| Budaörs–Törökbálint közigazgatási határa |    |                                     |    |                                         |
| 31                                       | 31 | Törökbálint vasútállomás            | 4  |                                         |
| 31                                       | 31 | Vasút utca                          | 3  |                                         |
| 32                                       | 32 | Jókai Mór utca                      | 2  |                                         |
| 33                                       | 33 | Deák Ferenc utca                    | 1  |                                         |
| 33                                       | 33 | Baross Gábor utca                   | ∫  |                                         |
| 34                                       | 34 | Harangláb                           | ∫  |                                         |
| 35                                       | 35 | Ady Endre utca                      | ∫  |                                         |
| 36                                       | 36 | Őszibarack utca                     | ∫  |                                         |
| 38                                       | 38 | Széchenyi tér                       | ∫  |                                         |
| 39                                       | 39 | Katona József utca                  | ∫  |                                         |
| 40                                       | 40 | Zrínyi utca                         | ∫  |                                         |
| 41                                       | 41 | Harangláb                           | ∫  |                                         |
| 42                                       | 42 | Munkácsy Mihály utca (hősi emlékmű) | ∫  |                                         |
| 42                                       | 42 | Bartók Béla utca                    | ∫  |                                         |
| ∫                                        | 44 | Tükörhegy                           | ∫  |                                         |
| ∫                                        | 45 | Pannon út                           | ∫  |                                         |
| ∫                                        | 46 | Raktárváros                         | ∫  |                                         |
| ∫                                        | 47 | Pannon út                           | ∫  |                                         |
| ∫                                        | 48 | Tükörhegy                           | ∫  |                                         |
| 44                                       | 52 | Nyár utca végállomás                | 0  |                                         |

Jegyek és bérletek érvényessége:
Pest vármegyebérlet, Országbérlet, Pest vármegye24 napijegy, Magyarország24 napijegy: a járat teljes hosszán
Budapest-bérlet és Budapest-jegyek, BKK-vonaljegy: Móricz Zsigmond körtér M – Felsőhatár utca
Helyszínen váltott Volánbusz-vonaljegy: a járat teljes hosszán
Környéki helyközi Volánbusz-vonaljegy: Tulipán utca – Törökbálint, Nyár utca